# Heinz Risse
Heinz Risse (* 30. März 1898 in Düsseldorf; † 17. Juli 1989 in Solingen) war ein deutscher Schriftsteller und Automobilrennfahrer. Er zählte zu den Außenseitern des Literaturbetriebes, den er nach Kräften mied. Seine erzählende oder essayistische Prosa ist von Gesellschafts- und Kulturkritik, aber auch vom „Glauben an den Menschen“ geprägt.

## Leben und Werk
Der Sohn eines Arztes besuchte das Humboldt-Gymnasium Düsseldorf an der Klosterstraße. Nach dem Notabitur 1915 schickte man den 17-Jährigen wie viele andere seines Jahrgangs in den Ersten Weltkrieg. 1918 wurde er durch einen Granateinschlag verschüttet, überlebte aber im Gegensatz zu den 21 Mitschülern seines Jahrgangs als einziger den Krieg. Anschließend studierte er an den Universitäten in Marburg, Frankfurt am Main und Heidelberg Nationalökonomie und (bei Heinrich Rickert) Philosophie. Er promovierte beim Heidelberger Soziologen Alfred Weber. Ab 1922 war Risse in der Wirtschaft tätig, zeitweise auch im Ausland. Später ließ er sich als einer der ersten vereidigten Wirtschaftsprüfer in Solingen nieder. Diesen Beruf übte er auch weiter aus, nachdem er seit Ende der 1940er Jahre mit dem Verfassen von Erzählungen und Essays begonnen hatte. Risse sah im Schreiben keinen Selbstzweck, sondern „ein Mittel und eine Disziplin zur Selbstverwirklichung“.
Mindestens Anfang der 1930er Jahre war Risse im Motorsport aktiv. Beim Großen Bergpreis von Deutschland 1930 am Schauinsland bei Freiburg im Breisgau gewann er auf einem Bugatti die Klasse der Sportwagen bis 1500 cm³ Hubraum. 1931 wurde er auf einem Bugatti T37A Siebenter beim Eifelrennen auf dem Nürburgring. In der Saison 1932 war Risse auf seinem T37A für das Avusrennen in Berlin, das Eifelrennen und den Großen Preis von Deutschland auf dem Nürburgring jeweils in der Voiturette-Kategorie gemeldet, trat aber nicht bei den Rennen an.
Heinz Risse war Verfechter eines nicht blockgebundenen Europas. Von 1952 bis 1962 und von 1965 bis 1984 gehörte er dem P.E.N.-Zentrum Deutschland an; nach  beiden Zeiträumen beendete er die Mitgliedschaft jeweils durch Austritt.

### Ehrungen und Stiftung
1956 erhielt er den Immermann-Preis der Stadt Düsseldorf, 1974 den Kulturpreis der „Bürgerstiftung Solingen 600“. Zu seinem 90. Geburtstag stiftete Risse einen Preis für Literaturkritik, der seinen Namen trägt.

### Anschreiben gegen die Jubelsprache
Risses „zeitlos gültige“ Prosa behandelt „menschliche Grundprobleme wie Schuld, Sühne, Freiheit, Recht oder Wahrheit, die er ohne Illusionen, aber mit großer Logik und Konsequenz spannend, manchmal auch reißerisch seine Protagonisten erleben und bewältigen ließ. Dabei war ihm das private Schicksal nur Gleichnis für das Schicksal des Menschen überhaupt, dessen einzige Richtlinie für sein Handeln nur das eigene Gewissen sein konnte. Darüber hinaus prangerte Heinz Risse, der ein sehr kritischer Mensch war, nicht nur den privaten wie gesellschaftlichen Materialismus, sondern die hohle Betriebsamkeit des öffentlichen Lebens an.“ In einem Essay von 1959 untersuchte er die gängige Jubelsprache als „Phänomen der Leistungsgesellschaft“.
Für Nossack versteht sich Kollege Risse „fesselnd“ und „meisterhaft“ aufs Erzählen. „Diese Romane sind wie ein Strom, in den unzählige Nebenflüsse münden; sie werden gezwungen, in seiner Richtung mitzufließen, die aus der engen materiellen Weit hinausführt. Am Schluß aller seiner Bücher überschreiten die Gestalten, die Risse uns schildert, die Grenze ins Unsagbare, aber als Leser empfindet man dies als ein neues Beginnen. Man weiß, hier führt der Weg, und man weiß, den nächsten entscheidenden Schritt muß jeder allein machen.“ Ein DDR-Lexikon weist etwas weniger überschwänglich auf die „Doppelbödigkeit und Symbolträchtigkeit von Risses stilistisch genauer, zuweilen trockener Prosa“ hin und kreidet ihm ein „irrationalistisches Gesellschafts- und Menschenbild“, dabei auch Gottesfürchtigkeit an.

## Werke
- Soziologie des Sports. Berlin 1921. Neuauflage mit Nachwort von Henning Eichberg in der Reihe Sport: Kultur, Veränderung. Münster 1979. Französisch in der Reihe Collection Cultures Corporelles. Rennes 1991
- Die Flucht hinter das Gitter. Hamburg 1948
- Irrfahrer. Novellen, Hamburg 1948
- Das letzte Kapitel der Welt: Chaos oder Einheit als Ende der menschlichen Geschichte? Stuttgart 1949
- Wenn die Erde bebt. Roman, München 1950[8]
- Fledermäuse. Erzählung, Bremen 1951
- Schlangen in Genf. Erzählungen, Krefeld 1951
- So frei von Schuld. Roman, München 1951[9]
- Die Fackel des Prometheus. Essay, München 1952
- Belohne dich selbst. Fabeln, Bremen 1953
- Dann kam der Tag. Roman, München 1953[10]
- Die Grille. Erzählungen, Bremen 1953
- Simson und die kleinen Leute. Erzählung, München 1954
- Fördert die Kultur! München 1955
- Sören der Lump. Roman, München 1955
- Große Fahrt und falsches Spiel. Roman, München 1956
- Wuchernde Lianen. Erzählungen, München 1956
- Das Duell mit dem Teufel. Hamburg 1957
- Einer zuviel. Roman, München 1957
- Gestein der Weisen. Essays, München 1957
- Paul Cézanne und Gottfried Benn. München 1957
- Buchhalter Gottes. Erzählungen, München 1958
- Die Insel der Seligen. Ein Gespräch, München 1958
- Die Stadt ohne Wurzeln. Erzählung, München 1958
- Die Schiffschaukel. Erzählungen, München 1959
- Das Zeitalter der Jubelsprache. Essays, 1959
- Die letzte Instanz. Zwei Erzählungen, Berlin 1961
- Der Diebstahl. Erzählungen, Lübeck 1962
- Fort geht's wie auf Samt. Erzählungen und Gespräche, München 1962
- Feiner Unfug auf Staatskosten. Essays, Hamburg 1963
- Ringelreihen oder die Apologie des Verbleibs im Zimmer. Roman, München 1963
- Public Relations. Zwei Gespräche, Hamburg 1964
- Macht und Schicksal einer Leiche und andere Erzählungen. Krefeld 1967
- Solingen so wie es war. Bildband mit historischen Erläuterungen. Düsseldorf 1975
- Skepsis ohne Trauerflor. Impressionen und Illusionen, Hamburg 1980
- Berkeley und der Demiurg. Essay, Bielefeld 1983
- Der Diebstahl und andere Nachrichten aus der Soziologie des Sports, der Moral und der Sprache. Vastorf bei Lüneburg 1984
- Dreiunddreißig seinesgleichen erst ein Fragezeichen? oder Die Bandwurmweisheit. Gifkendorf 1985[11]
- Familienfürsorge / Über das Melancholische in der Kunst. Erzählung und Gespräch, Vastorf bei Lüneburg 1985
- Fiscalia curiosa: zur Problematik steuerlicher Gerechtigkeit, mit neun Zeichnungen von Janosch. Gifkendorf bei Lüneburg 1986
- Es hätte anders ausgehen sollen. Erzählungen, Gifkendorf bei Lüneburg 1988

Risse verfasste auch einige Beiträge für den Rundfunk.